# Галлевей (Теннессі)
Галлевей (англ. Gallaway) — місто (англ. city) в США, в окрузі Файєтт штату Теннессі. Населення — 528 осіб (2020).

## Географія
Галлевей розташований за координатами 35°19′40″ пн. ш. 89°36′24″ зх. д. / 35.32778° пн. ш. 89.60667° зх. д. (35.327865, -89.606774).  За даними Бюро перепису населення США в 2010 році місто мало площу 15,87 км², уся площа — суходіл.

## Демографія
Згідно з переписом 2010 року, у місті мешкало 680 осіб у 258 домогосподарствах у складі 148 родин. Густота населення становила 43 особи/км².  Було 295 помешкань (19/км²).
Расовий склад населення:
| - 49,4 % — чорних або афроамериканців - 48,5 % — білих - 0,1 % — вихідців з тихоокеанських островів - 0,1 % — корінних американців |

До двох чи більше рас належало 1,3 %. Частка іспаномовних становила 0,4 % від усіх жителів.
За віковим діапазоном населення розподілялося таким чином: 23,7 % — особи молодші 18 років, 56,0 % — особи у віці 18—64 років, 20,3 % — особи у віці 65 років та старші. Медіана віку мешканця становила 44,3 року. На 100 осіб жіночої статі у місті припадало 88,4 чоловіків;  на 100 жінок у віці від 18 років та старших — 84,7 чоловіків також старших 18 років.
Середній дохід на одне домашнє господарство  становив 30 379 доларів США (медіана — 16 741), а середній дохід на одну сім'ю — 37 720 доларів (медіана — 29 196). За межею бідності перебувало 50,5 % осіб, у тому числі 54,5 % дітей у віці до 18 років та 41,0 % осіб у віці 65 років та старших.
Цивільне працевлаштоване населення становило 223 особи. Основні галузі зайнятості: виробництво — 25,1 %, будівництво — 13,9 %, освіта, охорона здоров'я та соціальна допомога — 13,0 %.